# Mallochohelea remota
Mallochohelea remota är en tvåvingeart som först beskrevs av Jean-Jacques Kieffer 1919.  Mallochohelea remota ingår i släktet Mallochohelea och familjen svidknott. Inga underarter finns listade i Catalogue of Life.